# UPI通信社
UPI通信社（、英語: United Press International）は、アメリカ合衆国の通信社。

## 概略
1907年、UP（United Press、ユナイテッド・プレス、合同通信社、UP通信社）をエドワード・ウィリス・スクリップスが創立する。AP通信が手薄だった夕刊紙へニュース配信して勢力を広げ、最盛期は約5000社が加盟し、1907年7月から1936年5月まで電通と「相互電報同盟」を結ぶ。
1949年1月30日、副社長が浦安町沖合で溺死。鴨猟に向かう途上、和船が波浪を受けて転覆したことによるもの。
1958年、国際通信社 (INS)と合併してUPIとなる。ベトナム戦争当時も継続して多くのニュースを配信し、一ノ瀬泰造や沢田教一も所属した。
1963年、ケネディ大統領暗殺事件をスクープしてピューリッツァー賞を計10度受賞する。
1991年、AP通信やロイターなどとの競争に敗れて倒産する。
1992年、サウジアラビア人の実業家グループが買収するが、経営状態は回復しなかった。
2000年5月15日、世界基督教統一神霊協会が出資するニューズ・ワールド・コミュニケーションズ（NWC）に買収されたと発表した。CEOのアルノー・ド・ボルシュグラーブはニューズ社の幹部に統一教会のメンバーがいることを認めたが、「統一教会はニューズ社と公式の関係はない」「編集権の独立は維持される」と述べた。ボルシュグラーブはCEOに留任してニューズ社社長がUPI会長に就任した。UPIのウェブサイト向けニュースに注力する、とニューズ社は発表した。 
5月16日、ホワイトハウスで歴代米大統領を40年間取材した名物女性記者のヘレン・トーマスが「57年間のUPI勤務を終えてフリーランスとなる」と表明し、辞職は「NWCは文鮮明率いる統一教会と関わりがあるからだ」と語った。
7月11日、アメリカ政府はUPI専用だった「ホワイトハウス記者会見室の最前列席をトーマス個人の専用席にする」極めて異例の方針を発表した。UPIが有していた大統領への代表取材であるプール取材は、ブルームバーグに移った。
2002年9月26日、韓国の世界日報で社長を務めた郭錠煥が社長に就いた。